# Eugenia dulcis
Eugenia dulcis är en myrtenväxtart som beskrevs av Otto Karl Berg. Eugenia dulcis ingår i släktet Eugenia och familjen myrtenväxter. Inga underarter finns listade i Catalogue of Life.